# سكوت كاربنتر
سكوت كاربنتر (بالإنجليزية: Scott Carpenter)‏ (و. 1925 – 2013 م) هو طيار اختبار، ورائد بحار، ورائد فضاء، وكاتب سير ذاتية، وطيار، وكاتب من الولايات المتحدة الأمريكية . ولد في بولدر، كولورادو.
توفي في دنفر، كولورادو .

## ريادة الفضاء
شارك في المهمات الفضائية:
- Mercury-Atlas 7.

## الخدمة العسكرية
خدم في بحرية الولايات المتحدة.

## جوائز
حصل على جوائز منها:
- جائزة الشجاعة طيران
- وسام "العمل الشجاع في الحرب الوطنية العظمى 1941-1945
- وسام الاستحقاق.

## روابط خارجية
- سكوت كاربنتر على موقع IMDb (الإنجليزية)
- سكوت كاربنتر على موقع الموسوعة البريطانية (الإنجليزية)
- سكوت كاربنتر على موقع مونزينجر (الألمانية)
- سكوت كاربنتر على موقع إن إن دي بي (الإنجليزية)